# Guillermo Valdivieso
Guillermo Valdivieso (Lima, Perú, 25 de junio de 1921 - 19 de julio de 2012) fue un futbolista peruano que jugaba como delantero. Hizo su carrera principalmente en Sport Boys de la Primera División del Perú. Era hermano de Pedro Valdivieso.

## Selección nacional
Fue internacional con la Selección de fútbol del Perú en el Campeonato Sudamericano 1947 donde jugó en 3 partidos. Hizo su debut el 6 de diciembre de ese año en el empate por 3-3 ante Paraguay.

### Participaciones en Copa América
| Copa América      | Sede    | Resultado |
| ----------------- | ------- | --------- |
| Copa América 1947 | Ecuador | Quinto    |

## Clubes
| Club               | País | Año       |
| ------------------ | ---- | --------- |
| Alianza San Martín | Perú | 1939-1941 |
| Defensor Arica     | Perú | 1942-1944 |
| Sport Boys         | Perú | 1945-1954 |
| Defensor Arica     | Perú | 1955      |
| Defensor Lima      | Perú | 1957-1958 |

## Palmarés
| Título           | Club       | País | Año  |
| ---------------- | ---------- | ---- | ---- |
| Primera División | Sport Boys | Perú | 1951 |